# Sipolisia lanuginosa
Sipolisia lanuginosa là một loài thực vật có hoa trong họ Cúc. Loài này được Glaz. ex Oliv. miêu tả khoa học đầu tiên năm 1894.